# 埃娃·拉舍雷
埃娃·拉舍雷（法語：Éva Lacheray，2000年3月11日—），法国女子击剑运动员，2025年欧洲击剑锦标赛女子花剑个人金牌得主和女子花剑团体银牌得主、2025年世界击剑锦标赛女子花剑团体银牌得主。